# Kudziany
Kudziany (lit. Kudžionys) − wieś na Litwie, w rejonie solecznickim, 5 km na południowy zachód od Turgieli, zamieszkana przez 8 ludzi. Przed II wojną światową w Polsce, w powiecie wileńsko-trockim województwa wileńskiego.